# Carl Grimberg
Carl Gustaf Grimberg (22. september 1875 – 11. juni 1941) var en svensk historiker som er kendt for sine historiebøger Svenska folkets underbara öden og sin Världshistoria som også blev udgivet i Danmark og Norge.
Grimberg var docent i historie og forlod en lovende universitetskarriere for helt at hengive til folkeuddannelse. Hans store værk på ni bind, Svenska folkets underbara öden, udkom i løbet af 11 år, fra 1913 til 1924, med supplementbind i yderligere seks år, fra 1932 til 1938. Værket gjorde forfatteren ikke bare kendt i Sverige, men også meget populær og til sin tids Anders Fryxell eller Herman Lindqvist, men med den forskel at Grimberg faktisk var historiker.
Navnet Grimberg er blevet synonymt med populærhistoriker. Grimberg så historien fra kongernes og statsledernes synsvinkel. Historien blev fremstillet som et drama hvor kongernes beslutninger og personlighed afgjorde udfaldet af storpolitiske hændelser. Grimberg begrundede denne fremstillingsform med atved indlevelse i "viktige personers" liv, kan "lære av historien". 
Den norske forlagsdirektør på J. W. Cappelens Forlag AS, Henrik Groth, gjorde Grimberg kendt over hele Norden i løbet af 1950'erne. Groth mente Cappelen trængte til en historieudgivelse og fandt en svensk udgivelse. Han tog denne, splittede den op i 22 bind i format og størrelse med en traditionel roman, fyldte disse op med illustrationer som uafhængig af teksten kommenterede den, og fik oppdateret Grimbergs svagere punkter af rektor Haakon Holmboe og andre historikere. Historieværket i Groths indpakning skabte forlagshistorie i Norge ved at det solgte over al forventning og udkom i flere oplag. Groths koncept blev eksporteret tilbage til Sverige. 
Et revideret andet oplag udkom fra 1958. Dette blev oversat til dansk og udkom i Danmark på Politikens Forlag (1958-1961) i 16 bind med titlen Verdenshistorien. Grimberg blev også oversat til andre sprog, blandt andet finsk.